# ماونت (أمر يونكس)
في الحوسبة ، mount هو أمر في مختلف أنظمة التشغيل . قبل أن يتمكن المستخدم من الوصول إلى ملف على جهاز يشبه يونكس ، يجب تثبيت نظام الملفات الذي يحتوي عليه باستخدام الأمر mount . كثيرا ما يستخدم جبل لبطاقة شكيور ديجيتال ، DVD وغيرها من أجهزة التخزين القابلة للإزالة. يتوفر الأمر أيضًا في واجهة البرنامج الثابت الممتد .

## استعمال
عرض جميع الأقسام المركبة: 
```
$ 
mount

proc on /proc type proc (rw)

sysfs on /sys type sysfs (rw)

devpts on /dev/pts type devpts (rw,gid=5,mode=620)

/dev/sda1 on /boot type ext3 (rw)

/tmp on /var/tmp type none (rw,noexec,nosuid,bind)

10.4.0.4:/srv/export/setup_server on /nfs/setup_server type nfs (ro,addr=10.4.0.4)

```

سيقوم هذا المثال بتحميل القسم الثاني من محرك الأقراص الصلبة (محرك الأقراص الثابتة): 
```
$
 
mount
 
/dev/hda2
 
/media/PHOTOS

```

وسيتم إلغاء التثبيت (بالرجوع إلى قسم القرص الفعلي): 
```
$
 
umount
 
/dev/hda2

```

أو (بالإشارة إلى نقطة التحميل) 
```
$
 
umount
 
/media/PHOTOS

```

لإعادة تحميل قسم بخيارات محددة: 
```
$
 
mount
 
-o
 
remount,rw
 
/dev/hda2

```